# LuxX Index
El LuxX Index és el principal índex borsari de la borsa de Luxemburg, basat en la ciutat de Luxemburg. El LuxX és un índex ponderat de les companyies amb una major capitalització borsària d'aquest mercat -eren deu companyies fins al col·lapse de Fortis el 2008 que va ser substituït per dues noves firmes-.
L'índex va ser fixat en 1000 punts el 4 de gener de 1999: el primer dia de cotització a la borsa després de l'entrada de Luxemburg a l'euro.

## Composició
Les nou empreses que actualment participen en l'índex són: 
| Grup                                                                | Sector d'activitats    | País d'origen | Pes a l'índex |
| ------------------------------------------------------------------- | ---------------------- | ------------- | ------------- |
| Aperam ne                                                           | Metalls                | Luxemburg     | 10,95%        |
| Arcelor Mittal                                                      | Acer                   | Luxemburg     | 20,00%        |
| Brederode                                                           | Inversió               | Luxemburg     | 4,04%         |
| Luxempart                                                           | Inversió               | Luxemburg     | 2,85%         |
| Reinet Investments                                                  | Inversió               | Luxemburg     | 20,00%        |
| RTL Group                                                           | Mitjans de comunicació | Luxemburg     | 20,00%        |
| SES                                                                 | Telecomunicacions      | Luxemburg     | 20,00%        |
| Socfinaf                                                            | Extracció de recursos  | Luxemburg     | 0,94%         |
| Socfinasia                                                          | Extracció de recursos  | Luxemburg     | 1,23%         |
| Font: Arxivat 2015-07-05 a Wayback Machine., a 28 d'octubre de 2014 |                        |               |               |

## Cotització històrica
| Final de l'any                  | Tancament | Canvi anual (%) |
| ------------------------------- | --------- | --------------- |
| Inici                           | 1,000     | -               |
| 1999                            | 1,397     | +39,7%          |
| 2000                            | 1,388     | –0,7%           |
| 2001                            | 1,116     | –19,6%          |
| 2002                            | 790       | –29,2%          |
| 2003                            | 1,019     | +29,0%          |
| 2004                            | 1,292     | +26,8%          |
| 2005                            | 1,637     | +26,7%          |
| 2006                            | 2,177     | +33,0%          |
| 2007                            | 2,419     | +11,1%          |
| 2008                            | 981       | –59,4%          |
| 2009                            | 1,371     | +40,0%          |
| 2010                            | 1,542     | +12,4%          |
| 2011                            | 1,135     | -26,4%          |
| 2012                            | 1,248     | +10,0%          |
| 2013                            | 1,451     | +16,1%          |
| Font: Luxembourg Stock Exchange |           |                 |